# Surdila-Greci
Surdila-Greci è un comune della Romania di 1 550 abitanti, ubicato nel distretto di Brăila, nella regione storica della Muntenia.
Il comune è formato dall'unione di 4 villaggi: Brateșu Vechi, Făurei-Sat, Horia, Surdila-Greci.